# Миладин Лазаров
Миладин Лазаров Петров, по-известен като Миладин Лазаров е български художник.

## Биография
Роден е на 25 февруари 1894 г. в Трън. През 1916 г. завършва Художествено-индустриалното училище в София, в класа по „Живопис“ на Иван Мърквичка. Член и основател на Дружеството на независимите художници.
Основно се изявява в областта на пейзажа и портрета.
С Указ № 1309 от 28 октомври 1969 г. Миладин Лазаров е награден с орден „Кирил и Методий“ – І степен за 75-годишнината му.
Умира през 1985 г. в София.